# Liste der Monuments historiques in Bonzac
Die Liste der Monuments historiques in Bonzac führt die Monuments historiques in der französischen Gemeinde Bonzac auf.

## Liste der Bauwerke
| Bezeichnung    | Beschreibung                 | Standort | Kennzeichnung | Schutzstatus | Datum | Bild           |
| -------------- | ---------------------------- | -------- | ------------- | ------------ | ----- | -------------- |
| Friedhofskreuz | Errichtet im 16. Jahrhundert | (Lage)   | PA00083155    | Classé       | 1905  | weitere Bilder |

## Liste der Objekte
| Bezeichnung                          | Beschreibung                                         | Standort                      | Kennzeichnung | Schutzstatus | Datum | Bild |
| ------------------------------------ | ---------------------------------------------------- | ----------------------------- | ------------- | ------------ | ----- | ---- |
| Gemälde Die Auferweckung des Lazarus | Kopie eines Gemäldes von Sebastiano del Piombo, 1800 | in der Kirche St-Genès (Lage) | PM33001110    | Classé       | 2002  |      |
| Altarkreuz und sechs Leuchter        | Bronze, vergoldet, 19. Jahrhundert                   | in der Kirche St-Genès (Lage) | PM33001303    | Inscrit      | 1978  |      |